# Rapid Fire
Rapid Fire es una película de acción estadounidense de 1992, dirigida por Dwight Hubbard Little y protagonizada por Brandon Lee, Powers Boothe y Nick Mancuso. La película se estrenó en Estados Unidos el 21 de agosto de 1992. Se grabaron escenas escolares en el Occidental College ubicado en Los Ángeles, California, en donde muchas de las escenas de lucha fueron orquestadas por Brandon Lee.

## Argumento
La película empieza en Tailandia con Antonio Serrano (Nick Mancuso), un distribuidor de drogas de la mafia que visita durante mucho tiempo a su asociado Kinman Tau (Tzi Ma), un capo de la droga. Serrano al tener problemas, pide trabajar con Tau, pero su petición no corresponde.
Durante una fiesta, Jake Lo (Brandon Lee), un estudiante de Bellas Artes de Los Ángeles, presencia cómo un narcotraficante asesina a uno de los anfitriones. Los agentes federales que protegían al muerto deciden llevárselo para testificar en contra de Serrano, ahí sólo podrá confiar en Ryan Mace (Powers Boothe), un rudo agente de la policía de Chicago que le recuerda a su padre fallecido en la Plaza de Tiananmen en China. Para limpiar su nombre, Jake decidirá ayudarle a atrapar al asesino.

## Reparto
| Personaje               | Actor             |
| ----------------------- | ----------------- |
| Jake Lo                 | Brandon Lee       |
| Teniente Mace Ryan      | Powers Boothe     |
| Antonio Serrano         | Nick Mancuso      |
| Agente Frank Stewart    | Raymond J. Barry  |
| Detective Karla Withers | Kate Hodge        |
| Kinman Tau              | Tzi Ma            |
| Brunner                 | Tony Longo        |
| Carl Chang              | Michael Paul Chan |
| Paul Yang               | Dustin Nguyen     |
| Rosalyn                 | Brigitta Stenberg |
| Agente Wesley           | Basil Wallace     |
| Minh                    | Al Leong          |
| Farris                  | François Chau     |
| Agente Daniels          | Quentin O'Brien   |
| Agente Klein            | Roy Abramsohn     |
| Lisa Stewart            | C'Esca Lawrence   |
| John Lo                 | Michael Chong     |
| Agente Anderson         | Jeff McCarthy     |

## Lanzamiento y producción
Rapid Fire se estrenó el 21 de agosto de 1992 cuando Brandon Lee tenía 27 años, la película estuvo cerca de seis semanas en el Top 10 de la carta de alquiler Billboard en el año 1993, Esta cinta está subtitulada al checo, danés, inglés, finlandés, hebreo, húngaro, islandés, noruego, polaco, español, portugués y sueco.
Una vez estrenada, Rapid Fire logró situarse como número 1 en las recaudaciones americanas, logrando desplazar el interés de actores marciales consagrados como Jean Claude van Damme.
Para la producción de esta película, Brandon Lee entrenó Wing Chun, Muay Thai y Jeet Kune Do (arte creada por su padre, Bruce Lee), originalmente la película se llamaría "Moving Target, Loose Ends" , poco después de la filmación, Brandon declaró en una entrevista: 

Filmamos una escena en la que tenia que romper una enorme puerta de roble, al hacerlo, me rompí uno de mis dedos, mi pie parecía una sandia y tuvimos que acabar ese día.
Brandon Lee con respecto a una de las escenas de Rapid Fire

La escena no se incluyó en la película. Para 1993, Brandon Lee estaba en conversaciones con 20th Century Fox para realizar Rapid Fire 2 (secuela de Rapid Fire), pero en ese mismo año ocurrió su inesperada muerte.